# گره‌های لنفاوی

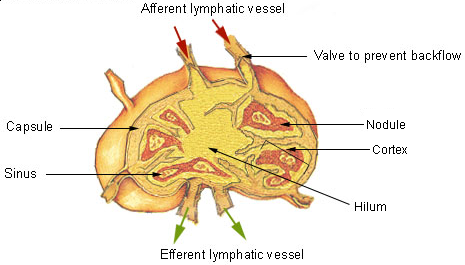
A lymph node showing رگ لنفی و رگ لنفی رگ لنفیs

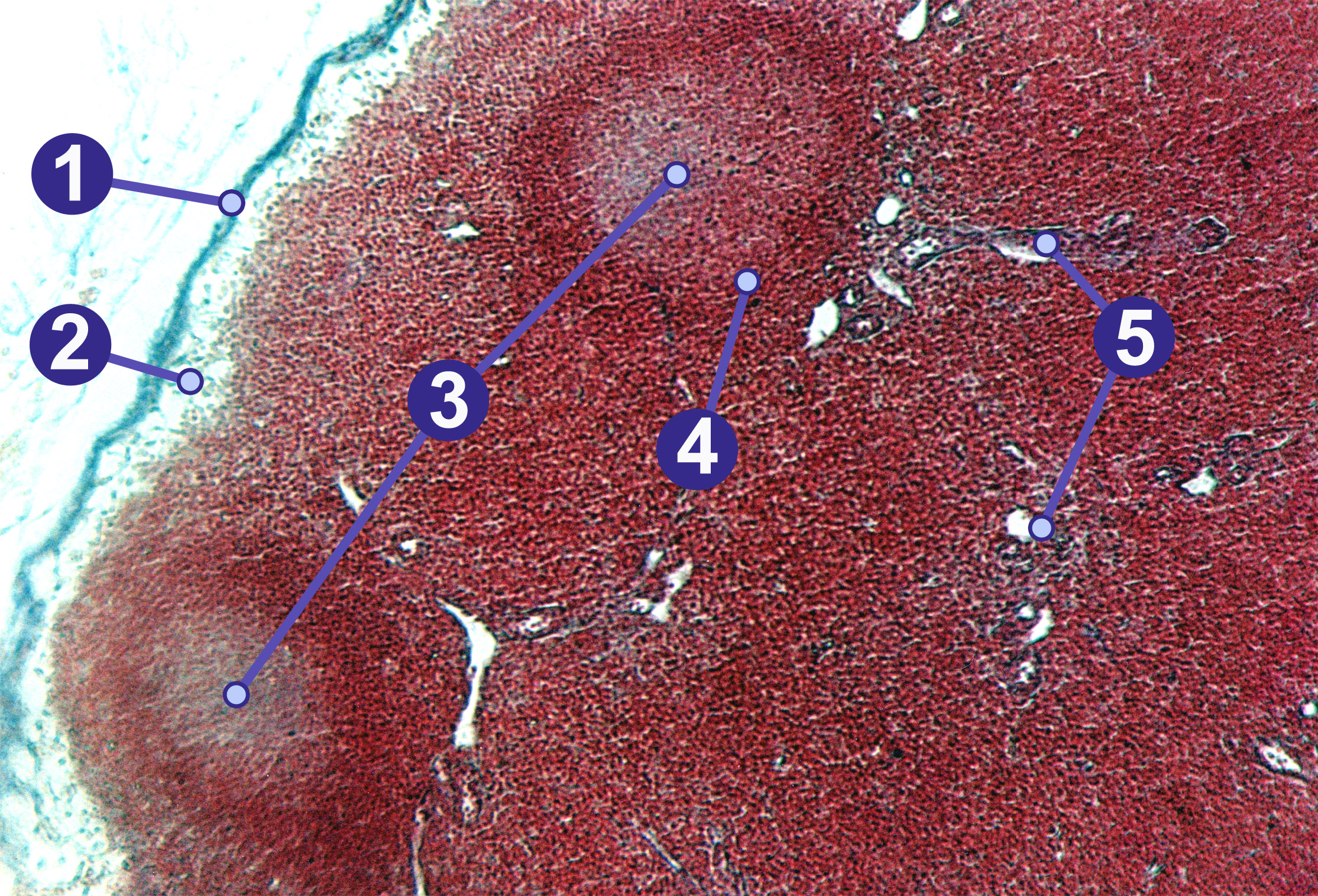
گره‌های لنفاوی، شامل:, (1) capsule, (2) subcapsular sinus, (۳) مراکز زایگرs, (4) lymphoid nodule, (5) trabeculae.

غده‌های لنفاوی (به انگلیسی: lymph nodes) یا گره‌های لنفاوی (به لاتین: nodus lymphoideus) اندامی بیضی‌شکل از دستگاه ایمنی بدن است که حاوی مایع لنف می‌باشند. این گره‌ها به‌طور گسترده‌ای در سراسر بدن از جمله زیر بغل و معده و متصل به رگ‌های لنف پخش شده‌اند. غدد لنفاوی شامل بسیاری سلول‌های B, T و دیگر سلول‌های ایمنی است.
غدد لنفاوی به‌عنوان فیلتر یا تلهٔ ذرات بیگانه‌ای مانند برخی سلول‌های سرطانی ، عمل می‌کنند و در عملکرد صحیح سیستم ایمنی بدن مهم هستند. آن‌ها شدیداً با گلبول‌های سفید خون به نام لنفوسیت‌ها و ماکروفاژها بسته‌بندی شده‌اند. تغییرات ظاهریِ غدد لنفاوی می‌تواند یک علامت از یک بیماری باشد. تبدیل شدن آن‌ها به التهاب یا بزرگ شدنشان در شرایط مختلف، ممکن است از مشکلی پیش‌پاافتاده، مانند عفونت گلو، تا یک معضلِ تهدیدکنندهٔ حیات مانند سرطان غدد لنفاوی، سرطان مثانه، سرطان خون، یا ایدز متنوع باشد (در اکثر بیماری‌ها غدد لنفاوی قرمزرنگ هستند و درد شدیدی دارند). وضعیت غدد لنفاوی در تشخیصِ مرحلهٔ سرطان بسیار مهم است و سطح و نوعِ درمان را تعیین می‌کند و از بهترین راه‌ها برای تشخیص زودهنگام و درمان آن است.
التهاب، تورم، یا بزرگ‌شدگیِ گره‌های لنفاوی ممکن است با سفتی یا سختی همراه باشد. در صورتِ التهابِ غدد لنفاوی، می‌توان برای تشخیصِ دقیق‌تر از بافت‌برداری (بیوپسی) کمک گرفت.

## وظایف گره‌های لنف

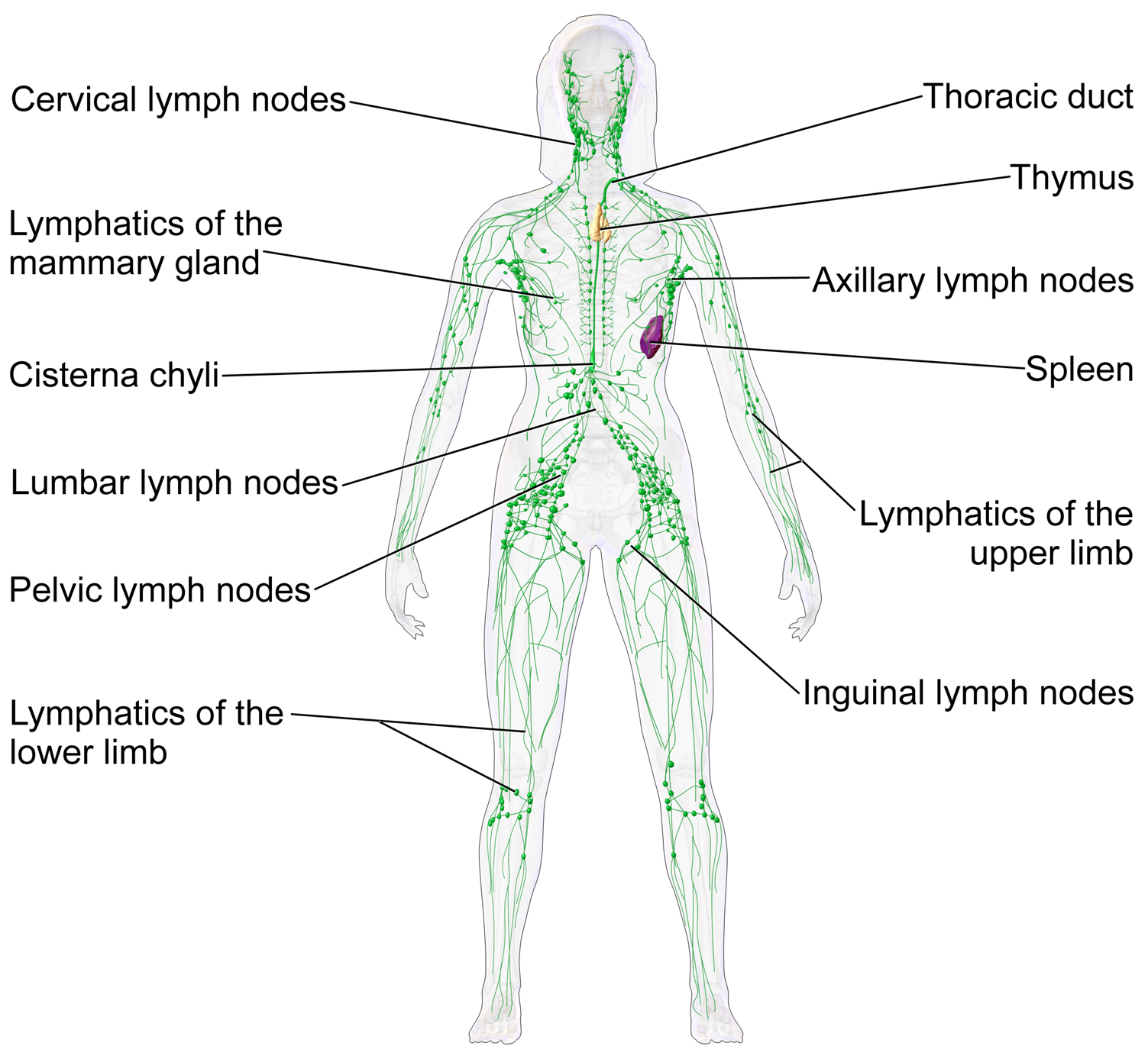
این تصویر نمایی شماتیک از دستگاه لنفاوی انسان را نشان می‌دهد که شامل گره‌های لنفاوی، عروق لنفاوی و اندام‌های مرتبط با ایمنی مانند طحال و تیموس است.

در داخل مایع لنفاوی گره‌های لنفاوی (شامل لنفوسیت‌ها)، یک نوع از گلبول‌های سفید خون وجود دارد که به‌طور مداوم از طریق غدد لنفاوی و جریان خون، مولکول‌های موجود در دیوارهٔ سلولی باکتری یا مواد شیمیایی مترشحه از باکتری‌ها موسوم به آنتی‌ژن، سلول آنتی‌ژن اختصاصی ارائه می‌دهند برای مثال مانند انتقال سلول‌های دندریتیک به داخل دستگاه لنفاوی و سپس به غدد لنفاوی. در پاسخ به پادتن (آنتی‌بادی)، لنفوسیت در گره‌های لنفاوی یک پادتن که به بیرون رفتن از گره‌های لنفی به گردش خون کمک می‌کند، برای تولید پاتوژن آنتی‌ژن که با هدف قرار دادن آن برای نابودی توسط سلول‌های دیگر عمل می‌کنند، مکمل است. سایر سلول‌های سیستم ایمنی بدن، برای مبارزه با عفونت و بیماری به غدد لنفاوی فرستاده می‌شوند و در نتیجه افزایش تعداد سلول‌های سیستم ایمنی بدن در مبارزه با عفونت‌ها، گره را گسترش می‌دهند و متورم می‌کنند.

## سیستم لنفاوی
این سیستم، مایع میان بافتی را از فضای بافتی به خون حمل می‌کند. تمامی بافت‌های بدن دارای کانال‌های لنفاوی می‌باشند. لنف از مایع میان بافتی منشأ می‌گیرد و ترکیب ان شبیه مایع میان بافتی می‌باشد. این سیستم علاوه بر حمل پروتئین و مایع از فضای میان بافتی گردش خون، یکی از مسیرهای اصلی جذب مواد غذایی از لوله گوارش نیز محسوب می‌شود.
این مایع بسیار مهم است

## نگارخانه

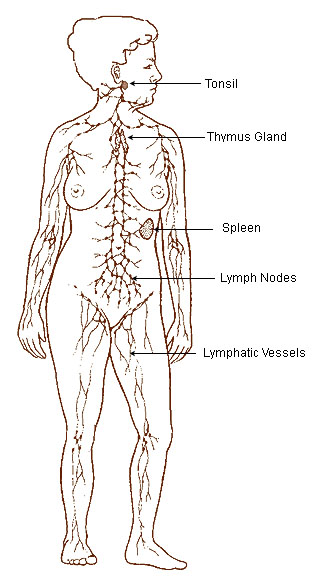
Lymphatic system
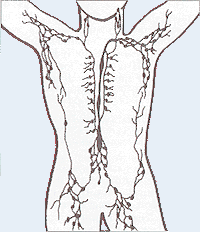
The human lymphatic system
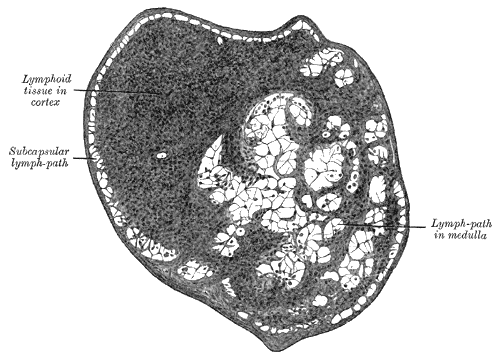
Section of small lymph node of rabbit.
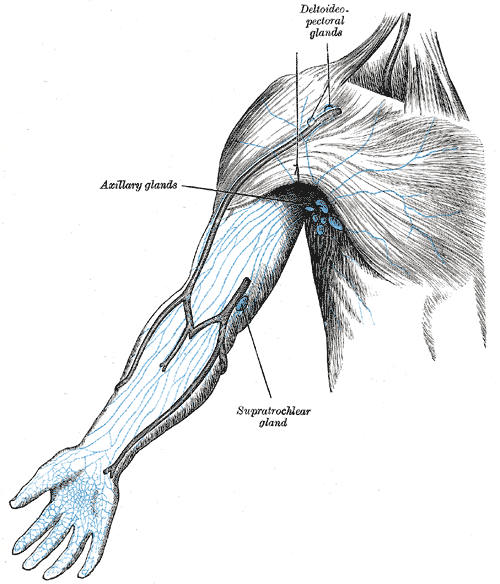
Lymphatics of the arm
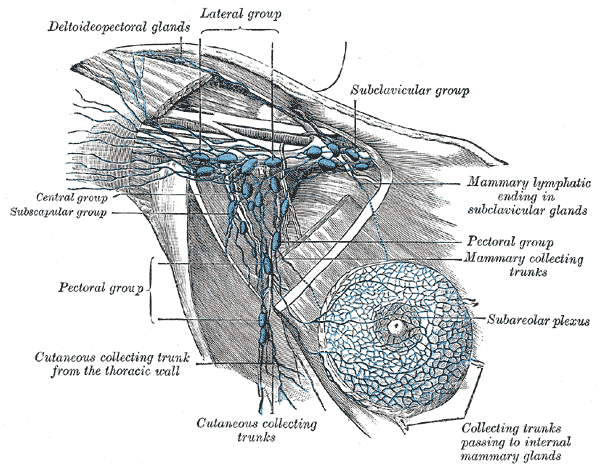
Lymphatics of the axillary region
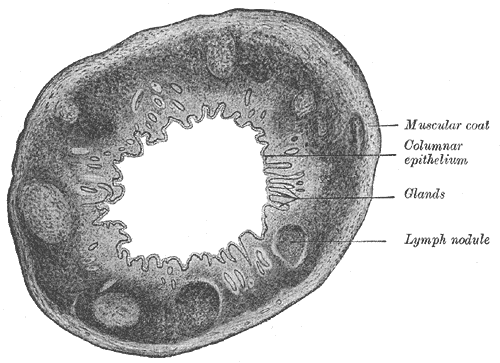
Transverse section of human vermiform process.
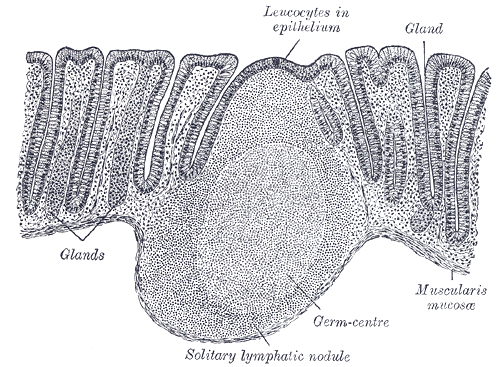
Section of mucous membrane of human rectum.